# 川西町 (瀬戸市)
川西町（かわにしちょう）は、愛知県瀬戸市效範連区の町名。現行行政地名は川西町1丁目と2丁目。

## 地理
瀬戸市の西端に位置する。西を尾張旭市東三郷町・三郷町、北を川北町・田端町・平町、東を共栄通、南を尾張旭市狩宿町・狩宿新町と隣接している。

### 河川
- 瀬戸川[8] ： 町の東から南にかけての町境・市境を南西に向かって流れている。

- 瀬戸川（川西町・共栄通境）

### 学区
市立小・中学校に通う場合、学区は以下の通りとなる。また、公立高等学校普通科に通う場合の学区は以下の通りとなる。
| 町丁・丁目  | 番・番地等 | 小学校             | 中学校             | 高等学校 |
| ----------- | ---------- | ------------------ | ------------------ | -------- |
| 川西町1丁目 | 全域       | 瀬戸市立效範小学校 | 瀬戸市立南山中学校 | 尾張学区 |
| 川西町2丁目 | 全域       | 瀬戸市立效範小学校 | 瀬戸市立南山中学校 | 尾張学区 |

## 歴史

### 町名の由来
昔、瀬戸川を中心としてこの地は4つの島に分かれ、川の西側のこの地は川西島と呼ばれていた。町名設定の際、川西島をさらに分け、川に近いところを川西町と名付けた。

### 沿革
- 1943年（昭和18年）8月9日 - 瀬戸市大字今字川西の全域と字落の一部により、同市川西町として成立[2]。
- 1966年（昭和41年）3月10日 - 1・2丁目を設置[12]。町域の一部が川北町1・2丁目となり、平町・横山町・田端町の各一部を編入する[注釈 2][12]。
- 1968年（昭和43年）4月15日 - 2丁目に横山町の一部と川西町・田端町の各全域[注釈 3]を編入[13]。

## 世帯数と人口
2024年（令和6年）1月1日現在の世帯数と人口は以下の通りである。
| 町丁・丁目  | 世帯数  | 人口  |
| ----------- | ------- | ----- |
| 川西町1丁目 | 195世帯 | 381人 |
| 川西町2丁目 | 126世帯 | 263人 |
| 計          | 321世帯 | 644人 |

### 人口の変遷
国勢調査による人口の推移
| 1995年（平成7年）  | 683人 | [ 14 ] |  |
| 2000年（平成12年） | 655人 | [ 15 ] |  |
| 2005年（平成17年） | 650人 | [ 16 ] |  |
| 2010年（平成22年） | 625人 | [ 17 ] |  |
| 2015年（平成27年） | 633人 | [ 18 ] |  |
| 2020年（令和2年）  | 628人 | [ 19 ] |  |

### 世帯数の変遷
国勢調査による世帯数の推移。
| 1995年（平成7年）  | 235世帯 | [ 14 ] |  |
| 2000年（平成12年） | 253世帯 | [ 15 ] |  |
| 2005年（平成17年） | 271世帯 | [ 16 ] |  |
| 2010年（平成22年） | 248世帯 | [ 17 ] |  |
| 2015年（平成27年） | 252世帯 | [ 18 ] |  |
| 2020年（令和2年）  | 279世帯 | [ 19 ] |  |

## 交通

### 鉄道
町内に鉄道は走っていない。最寄り駅は、名鉄瀬戸線水野駅・三郷駅になる。

### バス
瀬戸市コミュニティバス「こうはん線」
- イオン瀬戸みずの店 - 東山町 - 陶生病院 系統 ： 共栄橋バス停（イオン瀬戸みずの店方面乗り場）

- 共栄橋バス停

### 道路
愛知県道61号名古屋瀬戸線 ： 町の北端の町境を東西に通っている。
- 愛知県道61号標識（川西町内）

## 施設
- 有限会社 衣舞 / 京美 ： お宮参りの着物から七五三の着物を中心に取り扱っている[20]。
- 葬儀会館ティア新瀬戸 ： 株式会社ティアの葬儀場[21]。100名収容の大ホールと40名収容の小ホールがある[21]。
- 川西公園[8] ： 町の中央部にある公園[8]。ブランコ・すべり台・シーソー・ジャングルジムなどの遊具があり、敷地内に川西町児童図書館がある。

- 有限会社 衣舞 / 京美
- 葬儀会館ティア新瀬戸
- 川西公園

## その他

### 日本郵便
- 郵便番号 ： 489-0926[6]（集配局：瀬戸郵便局[22]）。